# Massif de Siou-Blanc
Pour les articles homonymes, voir Siou.
 (juin 2012).
Si vous disposez d'ouvrages ou d'articles de référence ou si vous connaissez des sites web de qualité traitant du thème abordé ici, merci de compléter l'article en donnant les références utiles à sa vérifiabilité et en les liant à la section « Notes et références ».
Le massif de Siou-Blanc ou massif des Morières est un massif montagneux situé au sud-ouest du département du Var, entre le massif de la Sainte-Baume, au nord, et les Monts toulonnais, au sud. Son point culminant est la Colle de Fède, à 826 mètres d'altitude.

## Principaux sommets
- Colle de Fède, 826 m (« colline de la Brebis »)
- Pou de Vèze, 800 m
- Grosse Tête, 791 m
- Grand Cap, 782 m
- Tête de la Paillette, 763 m
- Rouca Traouca, 718 m (« roche Percée »)
- Rochers de l'Aigle, 601 m
- Les Bigourets, 573 m
- Les Baux Rouges, 539 m (« les Falaises Rouges »)
- Tête du Cade, 535 m (« tête du Genévrier »)

## Spéléologie
Le massif de Siou-Blanc comporte de nombreux gouffres : aven Cyclopibus (-369 m), aven du Sacorphage (-362 m), aven du Caveau (-341 m), aven de la Tête de Cade (275 m de profondeur pour 3 kilomètres de développement), etc. De nombreuses colorations ont eu lieu dans diverses cavités pour déterminer le trajet des eaux souterraines.

## Randonnées

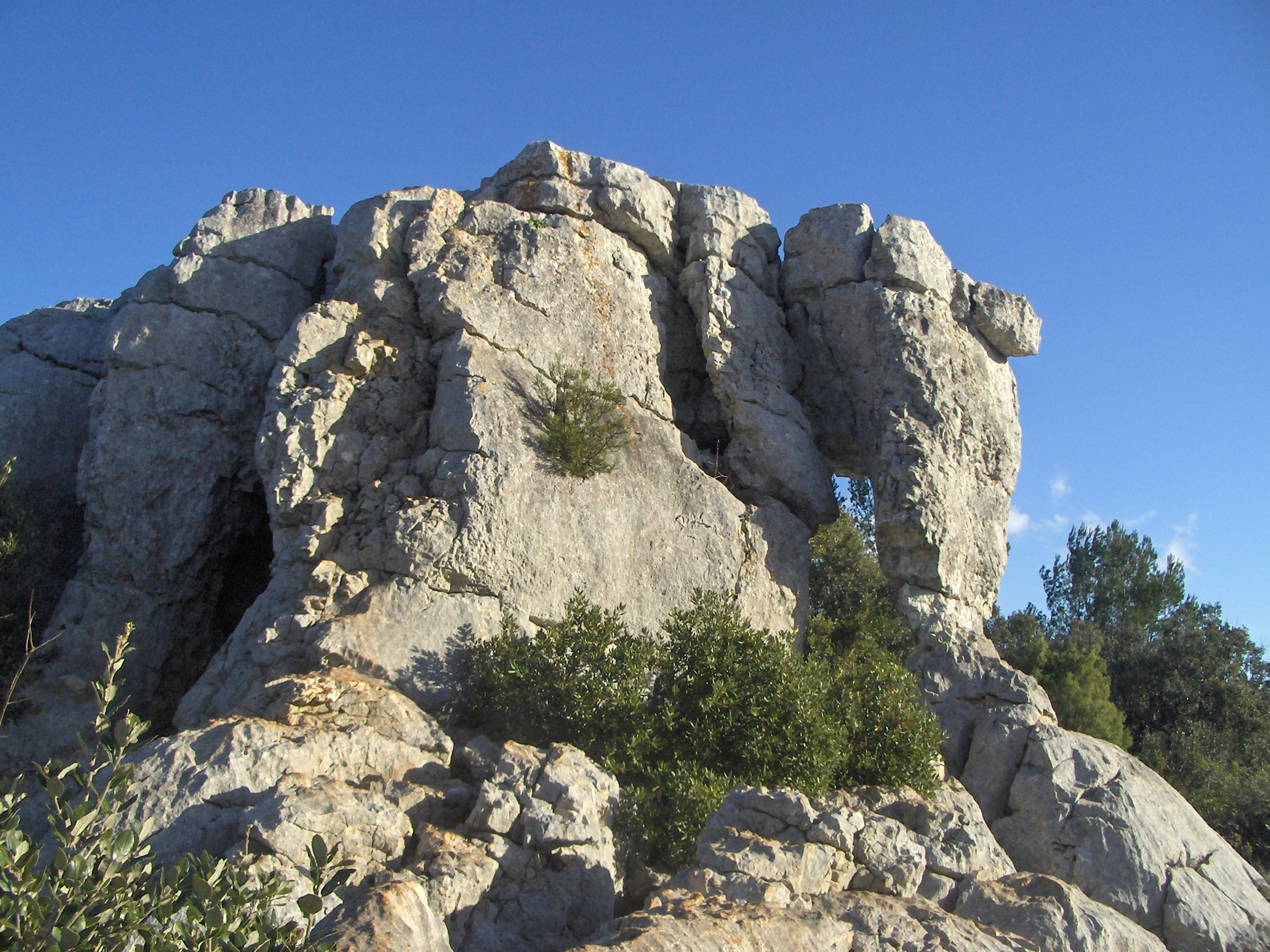
L'éléphant de pierre.

Le sentier de grande randonnée GR 99 relie Signes au Revest-les-Eaux à travers le massif.
Plusieurs circuits sont balisés sur le massif par le conseil général du Var.